# Fiodor Chitruk
Fiodor Sawieljewicz Chitruk (ros. Фёдор Савельевич Хитрук; ur. 18 kwietnia?/1 maja 1917 w Twerze zm. 3 grudnia 2012 w Moskwie) – radziecki animator, scenarzysta i reżyser filmów rysunkowych. Znany głównie z wyreżyserowania serii krótkometrażowych filmów animowanych o Kubusiu Puchatku. Był jednym z najbardziej wpływowych animatorów i czołowych realizatorów filmów rysunkowych w rosyjskiej animacji. 

## Życiorys
Fiodor Chitruk urodził się 1 maja 1917 roku w Twerze. Studiował grafikę na Uniwersytecie w Stuttgarcie, następnie wrócił do Moskwy, gdzie ukończył malarstwo. W 1938 roku rozpoczął pracę jako animator w wytwórni Sojuzmultfilm. W 1962 roku zadebiutował jako reżyser. Jego pierwszy film animowany pt. Historia pewnego przestępstwa odniósł wielki sukces. Animacja Chitruka jest dość surowa, cechuje się charakterystyczną dla niego żartobliwością oraz porywającą inwencją twórczą. W 1969 roku Chitruk wyreżyserował Kubusia Puchatka na podstawie powieści A.A. Milne’a. Artysta podczas całej swojej kariery reżyserskiej otrzymał wiele nagród na festiwalach filmowych (m.in. w Cannes, Ottawie i Krakowie). 
Na rozwój jego twórczości miały wpływ m.in. filmy Walta Disneya. Jeśli chodzi o radzieckich twórców animatorów, to darzył szacunkiem Borisa Diożkina i Mstisława Paszczenko, od których nauczył się wiele i od których także czerpał inspiracje.
Zmarł 3 grudnia 2012 roku w Moskwie w wieku 96 lat. Został pochowany na Cmentarzu Nowodziewiczym w Moskwie.

## Filmografia

### Reżyser
- 1962: Historia pewnego przestępstwa (История одного преступления)[4]
- 1964: Niedźwiadek Toptuś (Топтыжка)[4]
- 1965: Wakacje Bonifacego (Каникулы Бонифация)[4]
- 1966: Człowiek w ramce (Человек в рамке)[4]
- 1968: Film, film, film (Фильм, фильм, фильм)[4]
- 1969: Kubuś Puchatek i pszczoły (Винни-Пух)
- 1971: Kubuś Puchatek idzie w gości (Винни-Пух идёт в гости)
- 1972: Kubuś Puchatek i jego troski (Винни-Пух и день забот)
- 1973: Wyspa (Остров)
- 1974: Dam Ci gwiazdkę z nieba (Дарю тебе звезду)
- 1983: Lew i byk (Лев и бык)

### Scenarzysta
- 1965: Baśń o carewiczu i trzech doktorach (Сказка о царевиче и трех лекарях)

### Animator
- 1948: Niegrzeczny Fiedia (Федя Зайцев)
- 1948: Słoń i mrówka (Слон и муравей)
- 1948: Szara szyjka (Серая шейка)
- 1949: Kukułka i szpak (Кукушка и скворец)
- 1949: Lew i zając (Лев и заяц)
- 1949: Czarodziejski dzwoneczek (Чудесный колокольчик)
- 1950: Bajka o rybaku i rybce (Сказка о рыбаке и рыбке)
- 1950: Gdy na choinkach zapalają się ognie (Когда зажигаются ёлки)
- 1951: Na wysokiej górze (Высокая горка)
- 1951: Leśni podróżnicy (Лесные путешественники)
- 1951: Noc wigilijna (Ночь пе́ред Рождество́м)
- 1951: Bajka o królewnie i siedmiu rycerzach (Сказка о мёртвой царевне и о семи богатырях)
- 1952: Szkarłatny kwiat (Аленький цветочек)
- 1952: Wyrwidąb (Валидуб)
- 1952: Kasztanka (Каштанка)
- 1952: Sarmiko (Сармико)
- 1953: Lot na Księżyc (Полёт на Луну)
- 1953: Magiczne zabawki (Волшебный магазин)
- 1953: Mężny Pak (Храбрый Пак)
- 1953: Nieposłuszny kotek (Непослушный котёнок)
- 1954: Kozioł-muzykant (Козёл-музыкант)
- 1954: Opowieść o polnych kurkach (Оранжевое горлышко)
- 1954: Wszystkie drogi prowadzą do bajki (Стрела улетает в сказку)
- 1955: Choinka (Снеговик-почтовик)
- 1955: Co to za ptak? (Это что за птица?)
- 1955: Dzielny zając (Храбрый заяц)
- 1955: Niecodzienny mecz (Необыкновенный матч)
- 1955: Cudowna podróż (Заколдованный мальчик)
- 1956: Dwanaście miesięcy (Двенадцать месяцев)
- 1957: Królowa Śniegu (Снежная королева)
- 1957: W pewnym królestwie (В некотором царстве)
- 1958: Piotruś i Czerwony Kapturek (Петя и Красная Шапочка)
- 1959: Przygody Buratina (Приключе́ния Бурати́но)
- 1960: O wozie, co każde koło miał inne (Разные колёса)
- 1960: To ja narysowałem ludzika (Человечка нарисовал я)

### Komentator
- Animowana propaganda radziecka (Animated soviet propaganda, 1997)

## Nagrody i odznaczenia
- 1968: Zasłużony Działacz Sztuk RFSRR
- 1971: Order Czerwonego Sztandaru Pracy
- 1976: Nagroda Państwowa ZSRR za filmy z serii „Kubuś Puchatek” (Kubuś Puchatek i pszczoły, Kubuś Puchatek idzie w gości oraz Kubuś Puchatek i jego troski)
- 1977: Ludowy Artysta RFSRR
- 1985: Order Wojny Ojczyźnianej Klasa II
- 1987: Ludowy Artysta ZSRR
- 1998: Order Za Zasługi dla Ojczyzny Klasa III

Źródło: